# Norički Vrh
Norički Vrh je naselje u slovenskoj Općini Gornjoj Radgoni. Norički Vrh se nalazi u pokrajini Štajerskoj i statističkoj regiji Pomurju. 

## Stanovništvo
Prema popisu stanovništva iz 2002. godine naselje je imalo 158 stanovnika.